# ليزلي تومسون (كاتبة)
ليزلي تومسون (بالإنجليزية: Lesley Thomson)‏ هي كاتِبة بريطانية، ولدت في 1958.

## وصلات خارجية
- الموقع الرسمي